# Ordo naturalis
Inom botaniken användes tidigare uttrycket ordo naturalis (pluralis ordines naturales), "naturlig ordning", för vad som idag betraktas ungefär som familj. Dess ursprung kan återfinnas hos Carl von Linné, som använde det när han refererade till naturliga taxa, till skillnad från artificiella som hans eget sexualsystem, i vilket endast släkten, arter och, ibland, varieteter var "riktiga" taxa. Linné hade stora problem att åstadkomma en "naturlig" indelning av växtriket (som den vi har idag). Hans inställning var att man förr eller senare skulle kunna lösa problemet, men tills vidare fick man hålla tillgodo med konstgjorda system.
På 1800-talet betecknade ordo den taxonomiska nivå som idag innehas av familj, t.ex. i de Candolles verk Prodromus eller i Genera plantarum av George Bentham och Joseph Dalton Hooker. Samtida franska verk använde "famille" för dessa taxa. I den första International Code of Botanical Nomenclature 1905, fastställdes familj (familia) som beteckning för nivån, medan ordning (ordo) reserverades för en högre nivå, som ofta hade kallats kohort under 1800-talet. ICBN-koden ger möjlighet för att namn som publicerats som ordo naturalis eller ordo att accepteras som namn på familjer i artikel 18.2.
Några familjer har sålunda idag namn som tidigare var namn på ordines naturales, exempelvis Liliaceae (lijeväxter). Andra namn på "naturliga ordningar", som Compositae (idag Asteraceae - korgblommiga), Umbelliferae (idag Apiaceae - flockblommiga) och Gramineae (idag Poaceae - gräs) är fortfarande giltiga som alternativnamn. För Fabaceae (ärtväxter) kan de båda f.d. ordine naturales Leguminosae och Papilionaceae användas.